# حرائق غابات كاليفورنيا الجنوبية (ديسمبر 2017)
حرائق غابات كاليفورنيا الجنوبية اشتعلت في كاليفورنيا الجنوبية سلسلة حرائق مكونة من 20 حريق وذلك في أوائل شهر ديسمبر 2017. ستة من مجمل الحرائق تحولت إلى حرائق كبيرة أدت إلى عمليات إجلاء واسعة النطاق وخسائر في الممتلكات. تفاقمت الحرائق بفعل الرياح القوية التي تسببت بها رياح سانتا آنا، فضلًا عن زيادة الرقعة النباتية المكونة من النباتات الجافة الناجمة عن هطول الأمطار الغزيرة في وقت سابق من العام قبل أن تجف خلال فصل الصيف. أعلن محافظ كاليفورنيا جيري براون حالة الطوارئ في مقاطعتي فينتورا ولوس أنجلوس في 5 ديسمبر، ومقاطعة سان دييغو في 7 ديسمبر. أعلن رئيس بلدية لوس أنجلوس إريك غارسيتي حالة الطوارئ في المدينة يوم 6 ديسمبر. أعلن الرئيس الأمريكي دونالد ترامب حالة الطوارئ لكامل ولاية كاليفورنيا في 8 ديسمبر. أكبر حريق كان حريق توماس والذي امتد إلى ما مساحته 231.700 فدان. تسببت الحرائق في تعطل حركة المرور، وإغلاق المدارس، وانقطاع التيار الكهربائي، وأُجبر 212.000 شخص على إخلاء منازلهم. أتلفت الحرائق أكثر من 258.000 فدان (1,044 كيلومتر مربع). توقع الخبراء أن حرائق الغابات في ديسمبر 2017 كلف ما لا يقل عن مليارات الدولارات في الأضرار المؤمن عليها.

## التأثير
تسببت حرائق الغابات في ديسمبر 2017 في إتلاف كميات كبيرة جدًا من الأراضي، وأسفرت عن خسائر كبيرة في الممتلكات. بالإضافة إلى ذلك أجبرت حرائق الغابات على نزوح أكثر من 212.000 ساكن على إخلاء منازلهم. في 8 ديسمبر أعلن الرئيس الأمريكي دونالد ترامب حالة الطوارئ في كامل ولاية كاليفورنيا.